# Avni Yıldırım
Avni Yıldırım (* 5. August 1991 in Sivas) ist ein türkischer Profiboxer im Supermittelgewicht.

## Amateurkarriere
Avni Yıldırım boxte bei Fenerbahçe Istanbul, gewann 112 von 132 Amateurkämpfen und ist fünffacher türkischer Meister, Gewinner des Ahmet Cömert Tournaments 2013, Bronzemedaillengewinner der Mittelmeerspiele 2013 und Teilnehmer der Weltmeisterschaften 2013. Gegner seiner Laufbahn waren unter anderem Wang Xuanxuan, Victor Cotiujanschi, Pawel Siljagin, Warren Baister, Babacar Kamara, Abdelhafid Benchabla, Enrico Kölling und Nikita Iwanow.

## Profikarriere
Avni Yıldırım gab sein Profidebüt im Halbschwergewicht am 22. März 2014 im türkischen Tekirdağ. Sein Promoter wurde Ahmet Öner. Einer seiner Trainer wurde Joel Díaz. In seinem erst sechsten Kampf besiegte er in Miami den ehemaligen Weltmeister Glen Johnson einstimmig nach Punkten und wurde dadurch „International Silver“-Titelträger der WBC. Den Titel verteidigte er gegen Bernard Donfack und vereinte ihn durch einen Sieg gegen Janne Forsman (Bilanz: 21-1) mit dem „Eurasia Pacific“-Titel der WBC. In Titelverteidigungen besiegte er im Februar 2016 Walter Sequeira und im Mai 2016 Jackson Junior.
Mitte 2016 wechselte Yıldırım ins Supermittelgewicht und gewann vier Aufbaukämpfe in Deutschland, ehe er im November 2016 den „International Silver“-Titel dieser Gewichtsklasse vorzeitig durch T.K.o. gegen Schiller Hyppolite (21-1) gewann. In einer Titelverteidigung im Februar 2017 besiegte er Aliaksandr Sushchyts (21-3) durch Knockout.
Im Mai 2017 boxte er in Mexiko gegen Marco Peribán (25-3), gewann einstimmig nach Punkten und sicherte sich den „International“-Titel der WBC. Der Kampf war zugleich das finale WM-Ausscheidungsduell der WBC. Für September war ein WM-Kampf um den vakanten WBC-Titel geplant, wobei Yıldırım gegen den Sieger aus dieser Begegnung um die WM boxen sollte. Nachdem sich die Gegnerpaarung dieses Kampfes mehrmals geändert hatte, sicherte sich am 8. September David Benavidez den Titel gegen Ronald Gavril. 
Jedoch wurde bereits im Juli 2017 bekanntgegeben, dass Avni Yıldırım am Boxturnier World Boxing Super Series teilnehmen wird und dabei am 7. Oktober 2017 auf Chris Eubank junior (25-1) trifft, gegen den er um den WM-Titel der IBO boxt. Bei dem in Stuttgart ausgetragenen Kampf verlor Yıldırım durch Knockout in der dritten Runde.
Am 3. März 2018 besiegte er Derek Edwards (27-7) beim Kampf um den „International“-Titel der WBC einstimmig nach Punkten. Im Mai 2018 gewann er eine Titelverteidigung gegen den Kanadier Ryan Ford (14-2). Für Juli 2018 wurde Yıldırım in den Weltranglisten der Herausforderer von der WBC auf Platz 5 und der WBA auf Rang 7 geführt. Am 15. September 2018 besiegte er in einem finalen WBC-Ausscheidungskampf den zuvor in elf Kämpfen ungeschlagenen Dänen Lolenga Mock und wurde dadurch auch erneut „International-Champion“ der WBC. 
Am 23. Februar 2019 konnte er in Minneapolis gegen Anthony Dirrell (32-1) um den vakanten WBC-Weltmeistertitel kämpfen, verlor jedoch durch eine technische Entscheidung in der zehnten Runde. Durch einen unabsichtlichen Zusammenprall mit den Köpfen hatte sich in der siebenten Runde eine Cutverletzung am linken Auge von Dirrell geöffnet, welche in der zehnten Runde zum Abbruch des Kampfes und zur Auswertung der Punktezettel geführt hatte. Zwei der Richter hatten zu diesem Zeitpunkt Dirrell mit 96:94 knapp vorne, während der dritte Richter Yıldırım mit 98:92 in Führung hatte.
Seinen nächsten Kampf bestritt er erst am 27. Februar 2021 in Miami gegen Saúl Álvarez (54-1) um die WM-Titel der WBC und WBA im Mittelgewicht. Yıldırım verlor in dem Kampf gegen den Weltranglisten-Ersten jedoch durch Aufgabe nach der dritten Runde, nachdem er in dieser Runde einen Niederschlag und weitere schwere Treffer hinnehmen musste.
Am 31. Juli 2021 verlor er beim Kampf um den Titel IBF-„International“ einstimmig gegen den Briten Jack Cullen (19-2). Eine weitere Niederlage erlitt er im Mai 2022 durch TKO in der neunten Runde gegen Yusuf Kanguel (20-5), den er im November 2021 noch einstimmig nach Punkten besiegt hatte.